# 8432 Tamakasuga
8432 Tamakasuga este un asteroid din centura principală de asteroizi.

## Descriere
8432 Tamakasuga este un asteroid din centura principală de asteroizi. A fost descoperit pe 27 decembrie 1997 la Kuma Kogen de Akimasa Nakamura. El prezintă o orbită caracterizată de o semiaxă mare de 3,17 ua, o excentricitate de 0,17 și o înclinație de 2,3° în raport cu ecliptica.